# Jon Guruzeta
Jon Guruzeta Rodríguez (San Sebastián, 3 de abril de 2000) es un futbolista español que juega como extremo en la SD Eibar de la Segunda División de España.

## Trayectoria
Se inició como futbolista en las categorías inferiores de la Real Sociedad, donde jugó cuatro temporadas en categoría infantil y cadete. Posteriormente, en edad juvenil, se incorporó al Antiguoko KE. En marzo de 2018 fichó por el Athletic Club de cara a su última año de juvenil.En su primera campaña como rojiblanco marcó diez goles en el equipo juvenil. En verano de 2019 promocionó al CD Basconia de Tercera División. En octubre de 2020 debutó con el Bilbao Athletic en Segunda B, frente al Arenas Club, anotando un gol apenas tres minutos después de saltar al campo. En su primera campaña, su participación fue escasa debido a la presencia en los extremos de Nico Williams y Nico Serrano. En el filial rojiblanco permaneció tres temporadas, sufriendo el descenso a Segunda Federación en la última de ellas. En su etapa en el Bilbao Athletic disputó sesenta y seis partidos, pero sólo diecisiete de ellos como titular.
El 27 de julio de 2023 se incorporó al Sestao River de Primera Federación.En el equipo verdinegro fue titular indiscutible, siendo el máximo asistente del equipo con diez pases de gol.El 2 de julio de 2024 firmó un contrato de dos temporadas con la SD Eibar de Segunda División.

## Clubes
| Club            | País   | Año       |
| --------------- | ------ | --------- |
| CD Basconia     | España | 2019-2021 |
| Bilbao Athletic | España | 2020-2023 |
| Sestao River    | España | 2023-2024 |
| SD Eibar        | España | 2024-Act. |

## Vida personal
Es hijo del exfutbolista de la Real Sociedad Xabier Guruzeta y hermano del delantero del Athletic Club, Gorka Guruzeta.